# Právní norma
Právní norma je norma, tedy vyjádření toho, co má být, která je zároveň právně závazná. Jedná se o označení pro jeden obecný příkaz, zákaz nebo dovolení vyplývající z právního řádu včetně nástrojů a zmocnění k jeho dosažení nebo vymáhání. Právní předpis (například zákon, vyhláška apod.) zpravidla obsahuje mnoho právních norem, některé právní předpisy ale neobsahují žádnou právní normu (deklarativní zákony, jako je například zákon o zásluhách Edvarda Beneše) nebo obsahují jen neúplné právní normy.
Obvykle není právní norma v předpise uvedena jako souvislá část textu, ale je třeba ji z různých částí textu nebo různých předpisů extrahovat. Některé aspekty právní normy mohou být vyjádřeny například systematickým zařazením textu do právního předpisu namísto explicitně. Proto se zdá být přesnější nahlížet text právního předpisu nikoli jako soubor norem, ale jako soubor pravidel, z nichž lze výkladem individuální právní normy extrahovat. Složitost tohoto procesu je jedním z důvodů, proč v oblasti analýzy právních textů dosud selhávají systémy umělé inteligence a hledání nejvhodnějšího výkladu právní normy mívá charakter vědecké, vysoce tvůrčí činnosti.
Některé právní normy nemají samostatný smysl a mají charakter upřesnění, doplnění nebo omezení jiné právní normy nebo výjimky z ní (např. ustanovení § 46a odst. 7 občanského soudního řádu o doručování: „Při doručování osobám uvedeným v odstavcích 1 až 5 se § 46 použije, jen není-li v § 46a uvedeno jinak.“).
V užším smyslu se právními normami rozumí pouze psané právní normy státního právního řádu, v širším smyslu tak lze označit psaná i nepsaná uznávaná pravidla spravedlivého rozdělení práv a uplatňování moci v jakékoliv komunitě, sdružení, společnosti, církvi, organizaci apod.

## Legitimita právní normy
Právní norma je obecným projevem vůle mocenského subjektu zastupujícího spravedlnost (právo). Legitimita (oprávněnost) právní normy je závislá na:
- legitimitě subjektu, který právní normou vyjadřuje svou vůli (typicky stát, případně obec, sdružení, firma, církev apod.) vůči osobám, jejichž práva upravuje. Legitimita je závislá na subjektivním pojetí spravedlnosti a na tom, nakolik subjekt moci respektuje zájmy objektů moci, do jejichž práv zasahuje,
- kvalitě právního řádu (pokud si právní normy protiřečí, nedávají jednoznačný smysl nebo jsou nerealizovatelné, nelze je brát vážně)
- schopnosti a vůli mocenského subjektu dodržování právního řádu vymoci

Nelegitimní právní norma je buď aktem zvůle, nebo je zcela neúčinná.
Klasické, totalitní pojetí právní normy předpokládá nezpochybňovanou absolutní moc a na otázku legitimity neklade důraz. Naproti tomu v demokratickém, sociologickém, filosofickém nebo etickém pojetí práva bývá legitimita moci považována za relativní a podmíněnou – formální institucionalizované moci může být nadřazeno osobní svědomí nebo svoboda, vyšší princip mravní nebo obdobný konstrukt. Otázka legitimity a spravedlnosti pak nabývá při výkladu a aplikaci práva klíčového významu.

## Struktura právních norem
Právní norma zpravidla bývá pojímána jako soustava tří navazujících složek (částí): hypotézy, dispozice a sankce. Uspořádány jsou jako konjunkce dvou podmíněných vět: „Jestliže je splněna hypotéza, vzniká tím závazek nebo oprávnění uvedené v dispozici“ a „jestliže je splněna hypotéza a nebyl splněn závazek v dispozici, pak vzniká sankční oprávnění nebo závazek“.
Podle Viktora Knappa jsou nicméně skladebnými částmi právní normy především mody normativnosti neboli normativní modality, což jsou způsoby regulace chování. Rozdělují se na objektivní a subjektivní, objektivní popisují regulace chování z hlediska zákona a patří sem navzájem neslučitelné příkaz, zákaz a dovolení, subjektivní popisují vztah objektivních modalit ke konkrétní osobě jako oprávnění nebo povinnost. Platí pak, že
- z příkazu vyplývá dovolení, ze zákazu vyplývá, co dovoleno není
- přikázání určitého chování je neslučitelné se zákazem (nedovolením) téhož, dovolení chování je neslučitelné se zákazem
- příkaz a zákaz jsou navzájem převoditelné negací konkrétního chování (příklad: zakazuji někam vstoupit – přikazuji nevstupovat)
- dovolení chování nevylučuje dovolení jeho opaku (příklad: studenti mohou chodit na přednášky – nevyplývá z toho, že na ně mohou nechodit, ovšem podle minulého pravidla: studenti musí chodit na přednášky – studentům se zakazuje na ně nechodit)

### Hypotéza
Hypotéza je podmínka, která personálně (vymezením povinné osoby), lokálně (místním vymezením), temporálně (časovým vymezením) a (nebo) modálně omezuje platnost dispozice. Hypotéza může být jednoduchá nebo může být složená z více podmínek a z vymezení jejich vzájemného vztahu. U normy platné všeobecně (univerzálně) se hypotéza často neuvádí nebo je vyjádřena slovy „každý“, „kdokoli“, zvratným slovesem („Trest smrti se nepřipouští“) apod. Základní rámec hypotézy je dán územním a (nebo) personálním rozsahem legitimity autora normy – tedy zpravidla územím státu a (nebo) občanstvím osob.
Pokud hypotéza není vymezena typově, ale jmenovitě, nejde o obecně závaznou právní normu (normativní akt), ale individuální mocenský (správní, soudní) nebo smluvní akt. Rovněž zákony a prováděcí předpisy však někdy obsahují jmenovitý právní akt – například výčet restituovaných objektů, vymezení územních nebo samosprávných celků apod.
Hypotéza může být s dispozicí považována za nedělitelný celek, protože změnou formulace téže normy lze ovlivnit, zda se kritérium jeví jako součást dispozice nebo hypotézy (například výše uvedené ustanovení občanského zákoníku lze přeformulovat na „Každý je povinen ztracenou věc, kterou nalezl, vydat vlastníkovi“ – ačkoliv obsah normy je stejný, zdánlivě se rozšířila hypotéza a upřesnila dispozice. Opačným postupem vznikne formulace „Kdo vydal nalezenou ztracenou věc vlastníkovi, splnil svou povinnost“, v níž je obsah normy přeneseno do hypotézy – obdobné formulace užívá přestupkový a trestní zákon.
Příkladem relativně složité hypotézy je ustanovení § 38g odst. 1 a 2 zákona č. 586/1992 Sb. o daních z příjmu, které vymezuje okruh fyzických osob, které jsou povinny podat přiznání k dani z příjmu: „(1) Daňové přiznání je povinen podat každý, jehož roční příjmy, které jsou předmětem daně z příjmů fyzických osob, přesáhly 15 000 Kč, pokud se nejedná o příjmy od daně osvobozené nebo o příjmy, z nichž je daň vybírána srážkou podle zvláštní sazby daně. Daňové přiznání je povinen podat i ten, jehož roční příjmy, které jsou předmětem daně z příjmů fyzických osob, nepřesáhly 10 000 Kč, ale vykazuje daňovou ztrátu. (2) Daňové přiznání není povinen podat poplatník, který má příjmy ze závislé činnosti a z funkčních požitků podle § 6 pouze od jednoho a nebo postupně od více plátců včetně doplatků mezd od těchto plátců (§ 38ch odst. 4) a neuplatňoval odečet úroků (§ 15 odst. 10 a 11) z hypotečního úvěru banky, popřípadě z jiného úvěru poskytnutého bankou v souvislosti s hypotečním úvěrem. Podmínkou je, že poplatník podepsal u všech těchto plátců daně na příslušné zdaňovací období prohlášení k dani podle § 38k a vyjma příjmů od daně osvobozených a příjmů, z nichž je vybírána daň zvláštní sazbou daně, nemá jiné příjmy podle § 7 až 10 vyšší než 6000 Kč. Rovněž není povinen podat daňové přiznání poplatník, jemuž plynou pouze příjmy ze závislé činnosti a funkčních požitků ze zahraničí, které jsou podle § 38f vyjmuty ze zdanění. Daňové přiznání za zdaňovací období je však povinen podat poplatník uvedený v § 2 odst. 3, který uplatňuje nezdanitelné částky podle § 15 odst. 1 písm. b) až f).“

### Dispozice
Dispozice je vyjádření příkazu, zákazu, dovolení nebo práva (nároku). Dispozice zakládá za podmínek určených hypotézou závazkový vztah mezi osobami (stranami), tedy komplementární (vzájemně se doplňující) práva a povinnosti. Není-li některá ze stran jmenována, zpravidla se jí rozumí stát, případně společnost.
Komplementárními dvojicemi práv a povinností jsou například:
- oprávnění něco vykonat – povinnost něco strpět
- povinnost něco vykonat – právo plnění přijmout
- povinnost něčeho se zdržet – právo takové jednání nestrpět

Například v ustanovení § 135 občanského zákoníku „Kdo najde ztracenou věc, je povinen ji vydat vlastníkovi.“ je dispozicí příkaz vrátit nalezenou věc vlastníkovi, kontravalentně zákaz věc si ponechat nebo s ní naložit jakýmkoli jiným způsobem a implicitně právo vlastníka nalezenou věc obdržet zpět. V ustanovení čl. 35 odst. 1 Listiny základních práv a svobod „Každý má právo na příznivé životní prostředí“ je základní dispozicí právo každého na příznivé životní prostředí, ovšem pouze v mezích, v jakých mu jej mohou zajistit nebo ochránit možné protistrany (stát, společnost, každý subjekt), jimž z této normy implicitně vyplývá povinnost nebo omezení.
Český přestupkový a trestní zákon, které obvykle bývají chápány jako zdroj nejzákladnějších právních norem, dispozici zakazující konat popisované delikty neobsahují. Ustanovení typu „kdo udělá to a to, bude potrestán tak a tak“ jsou vykládána jako implicitní vyjádření zákazu na základě předpokladu, že trestnost je totožná se zakázaností. Vzniká tak mnoho teoretických nejasností ohledně rozsahu práv dětí, nepříčetných osob, osob vyznávajících jiné hodnoty nebo názory apod. Pouze některé sankce z těchto zákonů lze přiřadit k dispozicím vyjádřeným v Ústavě a v Listině základních práv a svobod nebo ve speciálních zákonech. V ostatních případech lze konstatovat kolizi sankčních předpisů s principy právního státu deklarovanými v Ústavě a Listině.

### Sankce
Sankce je vlastně další dispozicí, která se uplatní v případě, že osoba, jíž vyplývá závazek ze základní dispozice, jej nesplní. Sankcí může být například trest, výchovné nebo ochranné opatření, náhradní závazek anebo částečné nebo úplné přenesení původního závazku na jinou osobu.
Sankce může být uvedena přímo u textu dispozice, k níž se vztahuje, nebo v samostatné části právního předpisu nebo v samostatném právním předpisu. Právní normy, k nimž nelze žádnou (účinnou) sankci přiřadit, se někdy označují jako nedokonalé (lat. lex imperfecta). Sankce může být i nepřímá (porušení zákona například pouze poškodí pověst přestupce nebo ho zbaví možnosti uplatnit vlastní nárok).

## Druhy právních norem
Právní normy lze dělit podle různých kritérií:
- z hlediska významu jsou právní normy uspořádány v několika úrovních, přičemž platí, že normy vyšší úrovně mají vyšší právní sílu a důležitost než normy úrovně nižší. Znamená to, že pokud nastane nějaký rozpor, platí vždy ustanovení právní normy vyšší úrovně a normy na nižší úrovni musí vždy respektovat ustanovení silnějších právních norem. Důležitost právních norem vyplývá z toho, jaký orgán státní správy, z hlediska významnosti jeho postavení, ho vydal a význam právní normy poznáme z jejího názvu.
- dle prvků struktury právní normy
  1. nepodmíněné perfektní – neobsahují hypotézu
  2. nepodmíněné imperfektní – neobsahují hypotézu ani sankci
  3. podmíněné perfektní – obsahují všechny tři části klasické struktury právní normy (tj. hypotézu, dispozici a sankci)
  4. podmíněné imperfektní – neobsahují sankci
- podle způsobu vymezení pravidla chování
  1. přikazující – určují jak se chovat (§ 518 OZ – „Byla-li ve smlouvě stanovena přesná doba plnění a ze smlouvy nebo z povahy věci vyplývá, že na opožděném plnění nemůže mít věřitel zájem, musí věřitel oznámit dlužníkovi bez zbytečného odkladu, že na plnění trvá; jestliže tak neučiní, smlouva se od počátku ruší.“)
  2. zakazující – zakazují určitý druh chování (§ 466 OZ – „K odmítnutí dědictví nemůže dědic připojit výhrady nebo podmínky; rovněž nemůže odmítnout dědictví jen zčásti. Taková prohlášení nemají účinky odmítnutí dědictví.“)
  3. opravňující – dovolují určitý druh chování (§ 29, § 436 OZ)
  4. doporučující – stanovují doporučení, ale v právním řádu nejsou příliš časté
  5. teleologické (finální) – vyjadřují účel nebo cíl, kterého má být dosaženo, ale nestanovuje, jak jej dosáhnout. Čili volba prostředků je zpravidla ponechaná adresátovi.

- podle stupně závaznosti
  1. kogentní (kategorické) – jsou formulovány natolik imperativně, že nedávají žádný prostor po vůli adresáta normy. Ten musí přesně ustanovení normy naplnit. Toto je typické pro oblast veřejného a procesního práva (§ 46, § 479 OZ).
  2. dispozitivní – buď vůbec nestanoví pravidlo chování nebo ho stanoví podpůrně, tzn. subjekty práv. vztahu si vlastní dohodou stanovily určité pravidlo chování; pokud si ho nestanovily, nastupuje podpůrné ustanovení příslušné podpůrné právní normy. Toto je typické pro oblast soukromého práva (§ 507, § 545 OZ).
- podle použité legislativní techniky
  1. taxativní – vylučují možnost použití ustanovení, které je vně normy. Tzn. má přesné, úplné a konečné vymezení
  2. demonstrativní – příkladné vymezení, vyjádřeno slovy zejména, apod.,
  3. blanketové (bílé, nevyplněné normy) – tato norma neobsahuje vlastní pravidlo chování, ale zmocnění stát. orgánu k provedení podrobnější práv. úpravy
  4. odkazující – vyskytují se uvnitř zákonů, tzv. legislativní zkratky, aby zákonodárce omezil množství textu (např. odkáže na ustanovení jiného paragrafu)
- podle ostatních kritérií
  1. definiční – zákonodárce má zájem na tom, aby často se opakující spol. vztahy vymezil přesně, aby byla sjednána práv. jistota, tyto vztahy jsou obvykle definovány v nadpisu (§ 115 OZ – Domácnost tvoří fyzické osoby, které spolu trvale žijí a společně uhrazují náklady na své potřeby.)
  2. operativní – objevuje se zde technický postup (např. kompetence, rozsah a pravomoci orgánů státní moci), patří sem normy blanketové
  3. deklaratorní – vymezují např. principy, zásady a normy
  4. kolizní – řeší střet dvou právních řádů. Skládají se z tzv. rozsahu (okruh právních otázek – čeho se to týká) a navázání (spojení s příslušným právním řádem v dané otázce).

## Strukturální typy formulací
Ve větách právních norem mohou jednotlivé podmínky nebo závazky být asociovány a řetězeny do složitějších podmínek nebo závazků. Mohou být v poměru:
- kumulativním (podmínka nebo závazek jsou splněny, jsou-li splněny všechny jeho složky), např. „každý muž starší 18 let“ nebo „bude potrestán trestem odnětí svobody a zákazem činnosti“.
- alternativním (podmínka nebo závazek jsou splněny, je-li splněna alespoň jedna jeho složka), např. „kdo vyrobí, sobě nebo někomu jinému opatří anebo přechovává nástroj nebo jiný předmět určený k padělání nebo pozměňování peněz“,
- vylučovacím (podmínka nebo závazek jsou splněny, je-li splněna právě jedna jeho složka), např. „bude potrestán trestem odnětí svobody nebo peněžitým trestem nebo propadnutím věci“. Alternativní poměr nemusí být snadné při výkladu od vylučovacího odlišit.

Formulace právních norem mohou být:
- exaktní, jestliže obsah použitých slov a vět je zcela jednoznačný, vychází z přesných definic nebo obecných slov s přesně a jednotně chápaným významem – typickým případem bývají taxativní výčty.
- abstraktní, jestliže vyžadují výklad – typickým případem jsou například analogie a demonstrativní výčty („v podobných případech“, „jiným způsobem“, „obdobně“) a abstraktní pojmy vyžadující subjektivní hodnocení, zpravidla bez ostrých významových hranic („nepřiměřeně“, „dobré mravy“, „mravnost“, „podstatně“, „veřejný pořádek“, „být schopen ovládnout své jednání“ apod.).
- vágní, jestliže se možné výklady natolik různí nebo jsou natolik neurčité, že normu nelze naplnit nebo vymáhat nebo jestliže neposkytuje dostatečnou právní jistotu.

Abstraktní a vágní právní normy v zákonech mohou způsobovat, že o právech a povinnostech fakticky rozhoduje autor prováděcího předpisu nebo orgán veřejné moci interpretující právní normu. Takový stav umožňuje obcházení principů demokratického právního státu, podle nichž práva smí lidem být omezována a povinnosti ukládány pouze zákonem.

## Působnost právní normy
Působností právní normy se určuje míra její realizace a aplikace. Celkem jsou rozlišovány čtyři druhy působnosti normy: osobní, věcná, časová a místní.

## Vztah právní normy a součástí právního předpisu
Součástí právních předpisů bývají:
- přímé součásti právních norem (hypotézy, dispozice, sankce) nebo dílčí ustanovení, z nichž lze tyto součásti odvodit (viz další body)
- definice pojmů a vztahů mezi nimi – součástí právní normy se stávají pomyslnou substitucí definovaného pojmu použitého přímo v textu normy. Zvláštním typem definice je tzv. legislativní zkratka, tj. zavedení určitého termínu v jiném významu, než jaký má obecně, například slova „zákon“ k označení jednoho konkrétního zákona.
- složitější operace s abstraktními pojmy – povahou a strukturou se blíží právní normě, ale jejich „dispozice“ upravuje jen vztahy mezi pojmy, ne přímo mezi osobami, takže jde vlastně o složitější definice, např. § 39 Občanského zákoníku: Neplatný je právní úkon, který svým obsahem nebo účelem odporuje zákonu nebo jej obchází anebo se příčí dobrým mravům Nutno rozlišit od proklamace.
- informace – jejich uvedení v předpisu nemá účinek na jejich pravdivost ani nezakládá žádné právní vztahy, účelem uvedení může být např. usnadnit užívání předpisu; typicky například odkaz na související právní předpis stejné nebo vyšší právní síly, poznámka pod čarou, název předpisu nebo konstatování právní skutečnosti založené jiným předpisem. Tyto součásti právního předpisu nejsou součástí žádné právní normy, ale mohou mít vliv na jejich výklad.
- proklamace – vyjadřují názor nebo postoj autora předpisu jako podstatný předpoklad pro výklad nebo platnost právních norem; typicky proklamativní bývají preambule předpisů, v nichž se autoři dovolávají hodnot nebo zmocnění, z nichž odvozuje předpis svou legitimitu. Povahu proklamace má i podpis, jímž je potvrzováno, že právní předpis byl vydán řádnou procedurou. Proklamativní je většina ustanovení Listiny základních práv a svobod, protože uvedená základní práva a svobody vyhlašuje jako nezadatelná (Listina je nezakládá, ale opírá se o ně). Proklamativní jsou ustanovení typu „Prezident Beneš se zasloužil o stát“ nebo zákon o protiprávnosti komunistického režimu. Proklamace mohou podobně jako definice substitučně upřesňovat obsah a usměrňovat výklad právních norem nebo mohou být určeny ke zdůvodnění jejich legitimity.
- jalový text – některé části textu právních předpisů nemají žádný význam. Kvalitní právní předpis by takové části neměl obsahovat.